# João Pereira de Camargo
João Pereira de Camargo (Paranaguá, 20 de junho de 1892 – 1 de janeiro de 1944) foi um médico brasileiro.
Doutorado em medicina pela Faculdade de Medicina do Rio de Janeiro em 1914, defendendo a tese “Do coração na gravidez”. Foi eleito membro da Academia Nacional de Medicina em 1928, sucedendo José Mathias Gurgel do Amaral na Cadeira 37, que tem José Alves Maurity Santos como patrono.